# Далабай
Далабай (каз. Далабай, до 1993 г. — Братолюбовка) — аул в Жаркаинском районе Акмолинской области Казахстана, образует административно-территориальную единицу «Село Далабай» со статусом сельского округа.  
- Код КАТО — 115441100[3].
- Код КАТО административной единицы — 115441000[4].

## География
Аул расположен на берегу реки Ишим, в 33 км на северо-восток от центра района города Державинск. 
Административно аул граничит: 
- на востоке с Жаксынским районом,
- на юге с Нахимовским сельским округом,
- на западе со селом Тассуат,
- на северо-западе и севере со селом Тасоткель.

### Улицы[5]
- переулок Оспанова,
- ул. Абая,
- ул. Ленина,
- ул. Московская,
- ул. Юрия Гагарина

### Ближайшие населённые пункты
- село Баранкуль в 6 км на юго-востоке,
- село Нахимовка в 13 км на юго-западе,
- село Кумсуат в 20 км на востоке.

## История
28 ноября 1905 года мирским приговором переселенцев в большинстве из Херсонской губернии Малороссии, Далабай переименован в поселение "Братолюбовское". С началом коллективизации на селе крестьяне организовали колхоз "Новый путь-2", а местное население "Өмірлік". В 1938 году в селе была центральная усадьба совхоза "Чулаксандыкский". В октябре 1950 года колхозы вошли в состав укрупненного колхоза им. Жданова. С января 1951 года в составе более укрупненного колхоза им. Калинина. В разное время была фермой № 5 совхоза "Терсаканский", № 3 совхоза "Баранкульский" . В период освоения целинных и залежных земель колхозы влились в совхоз "Баранкульский". В селе одноименный совхоз "Братолюбовский" организован в 1972 году, просуществовавший до приватизации 1991 года. 

## Население
В 1989 году население аула составляло 910 человек (из них казахов 68%).
В 1999 году население аула составляло 898 человек (430 мужчин и 468 женщин). По данным переписи 2009 года, в ауле проживало 365 человек (193 мужчины и 172 женщины).
| Численность населения | Численность населения | Численность населения |
| 1989                  | 1999                  | 2009                  |
| --------------------- | --------------------- | --------------------- |
| 910                   | ↘898                  | ↘365                  |